# فونتنه-لو-کنت
فونتنه-لو-کنت (به فرانسوی: Fontenay-le-Comte) یک کمون در فرانسه است که در canton of Fontenay-le-Comte واقع شده‌است.

## خصوصیات
فونتنه-لو-کنت ۳۴٫۰۵ کیلومترمربع مساحت و ۱۵٬۱۸۸ نفر جمعیت دارد و ۲۴ متر بالاتر از سطح دریا واقع شده‌است.

## خواهرخوانده
شهرهای کرویینت، Gaoua، Gmina Krotoszyn و Diosig خواهرخوانده‌های فونتنه-لو-کنت هستند.

## نگارخانه

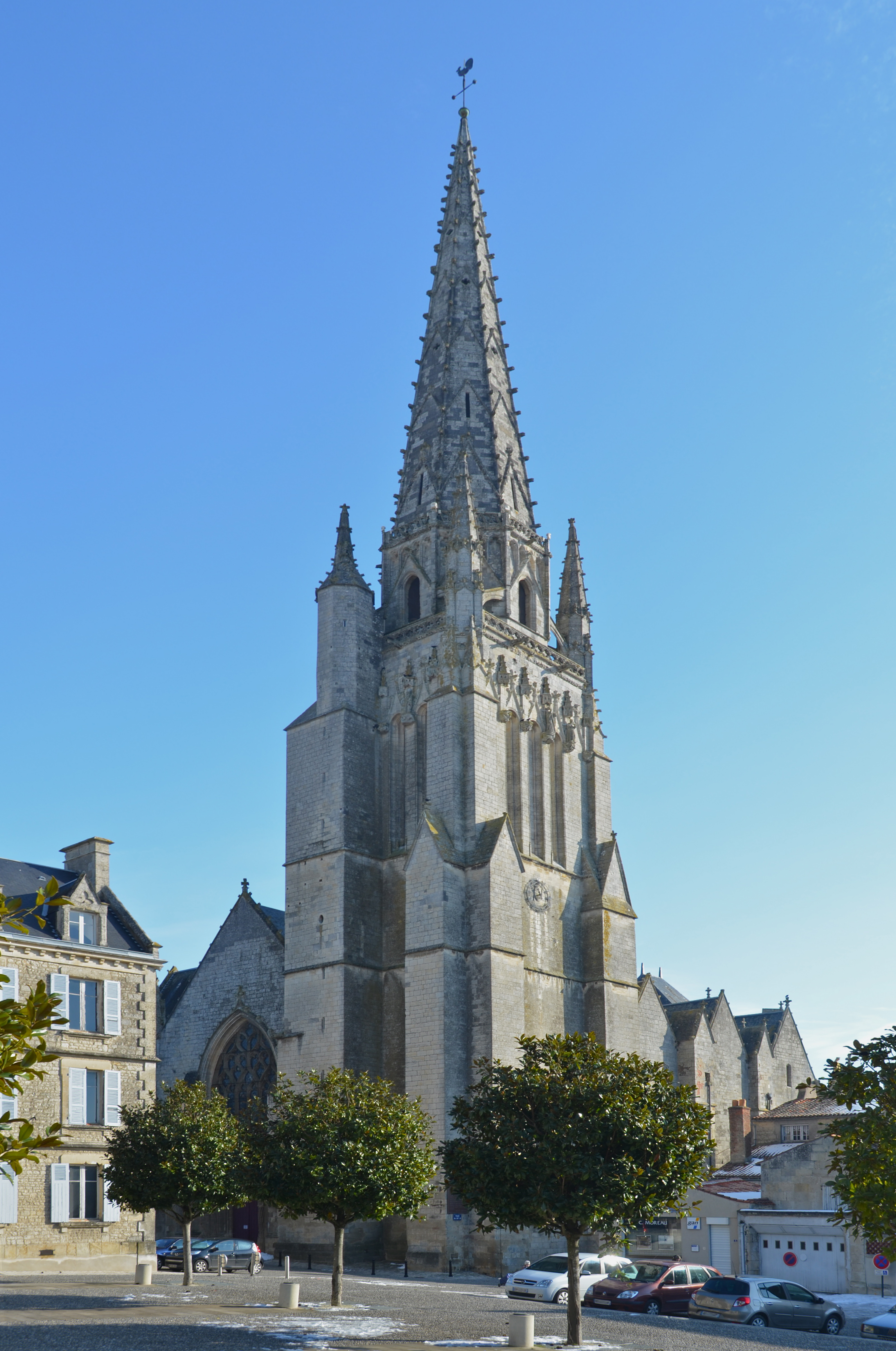
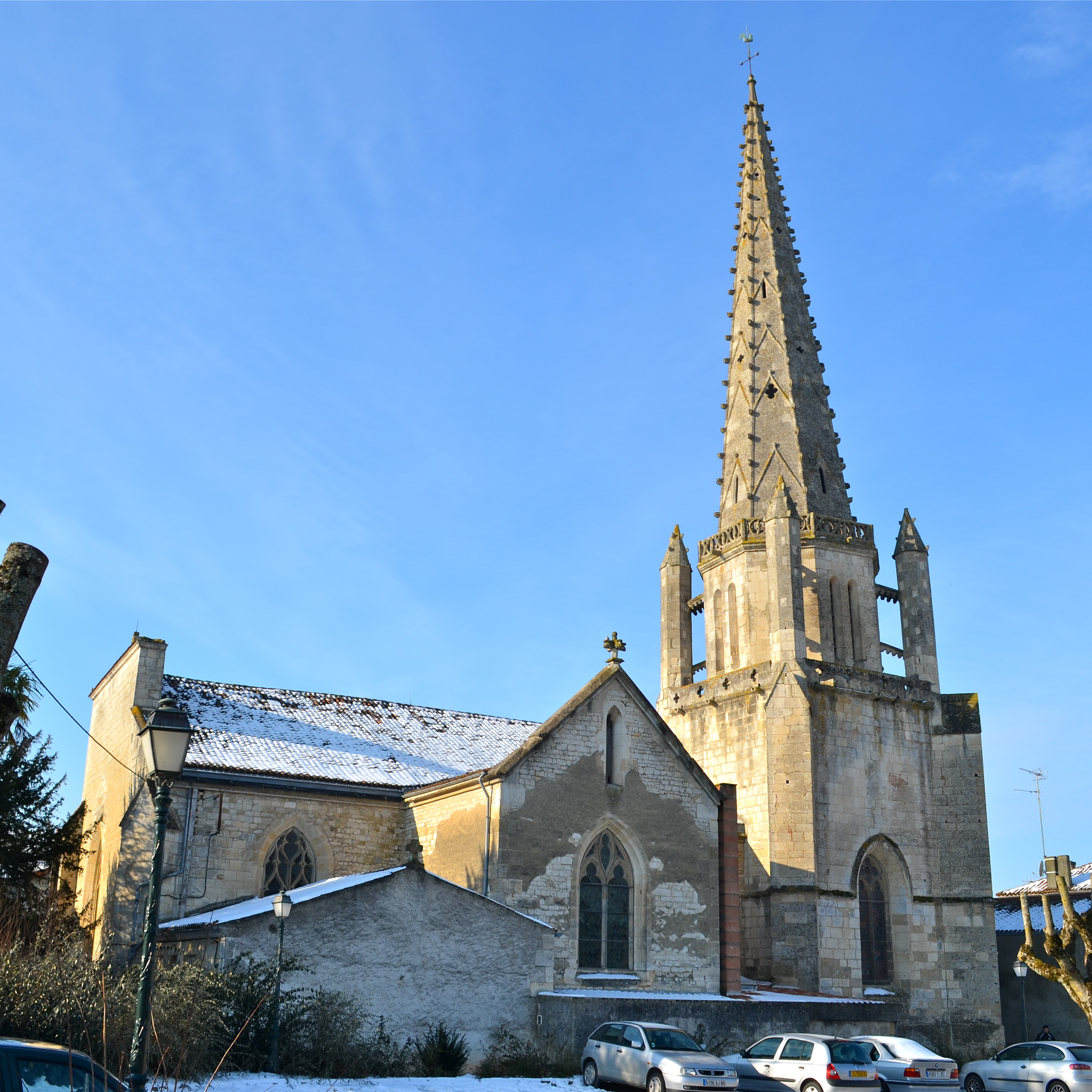
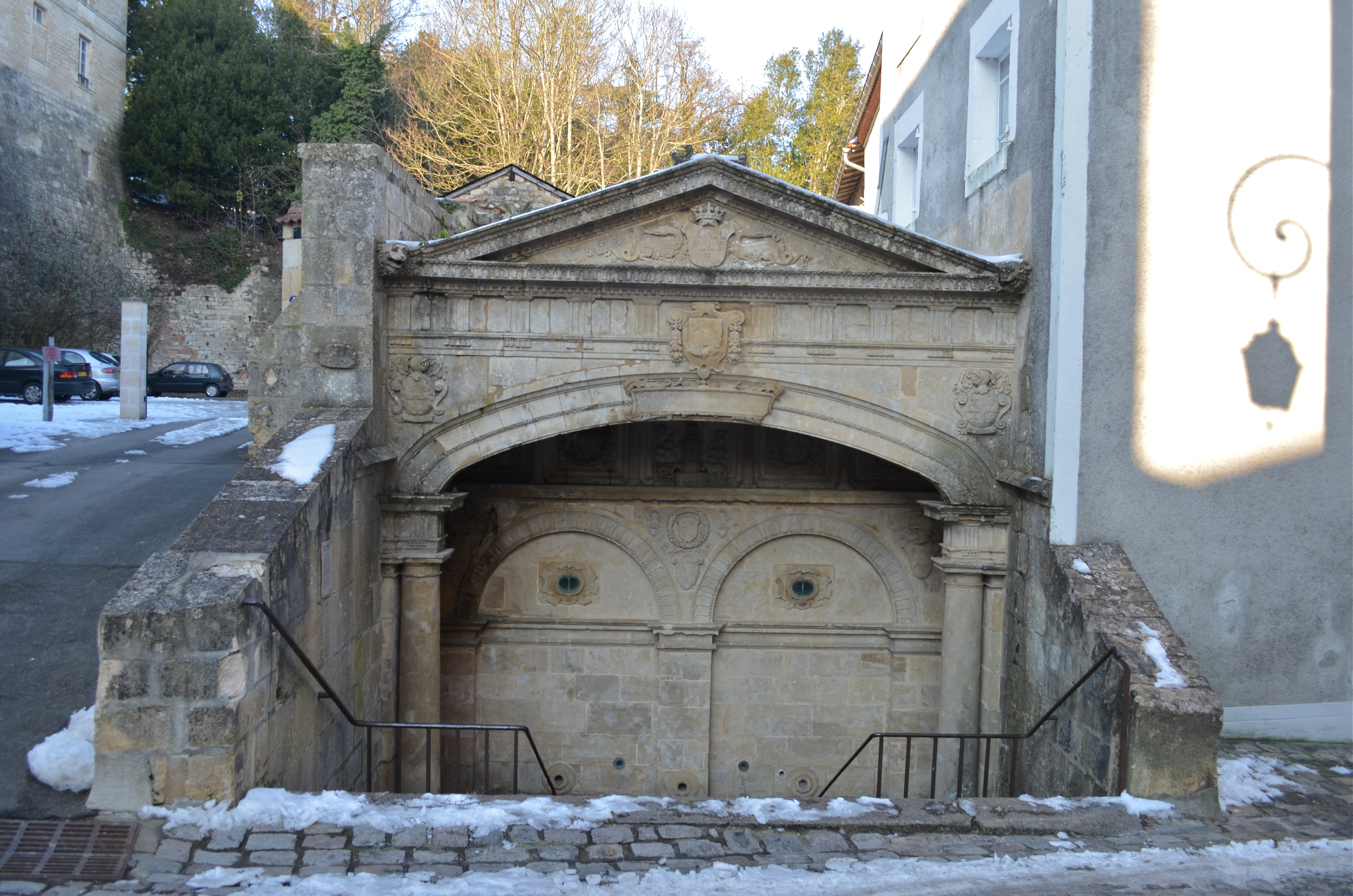
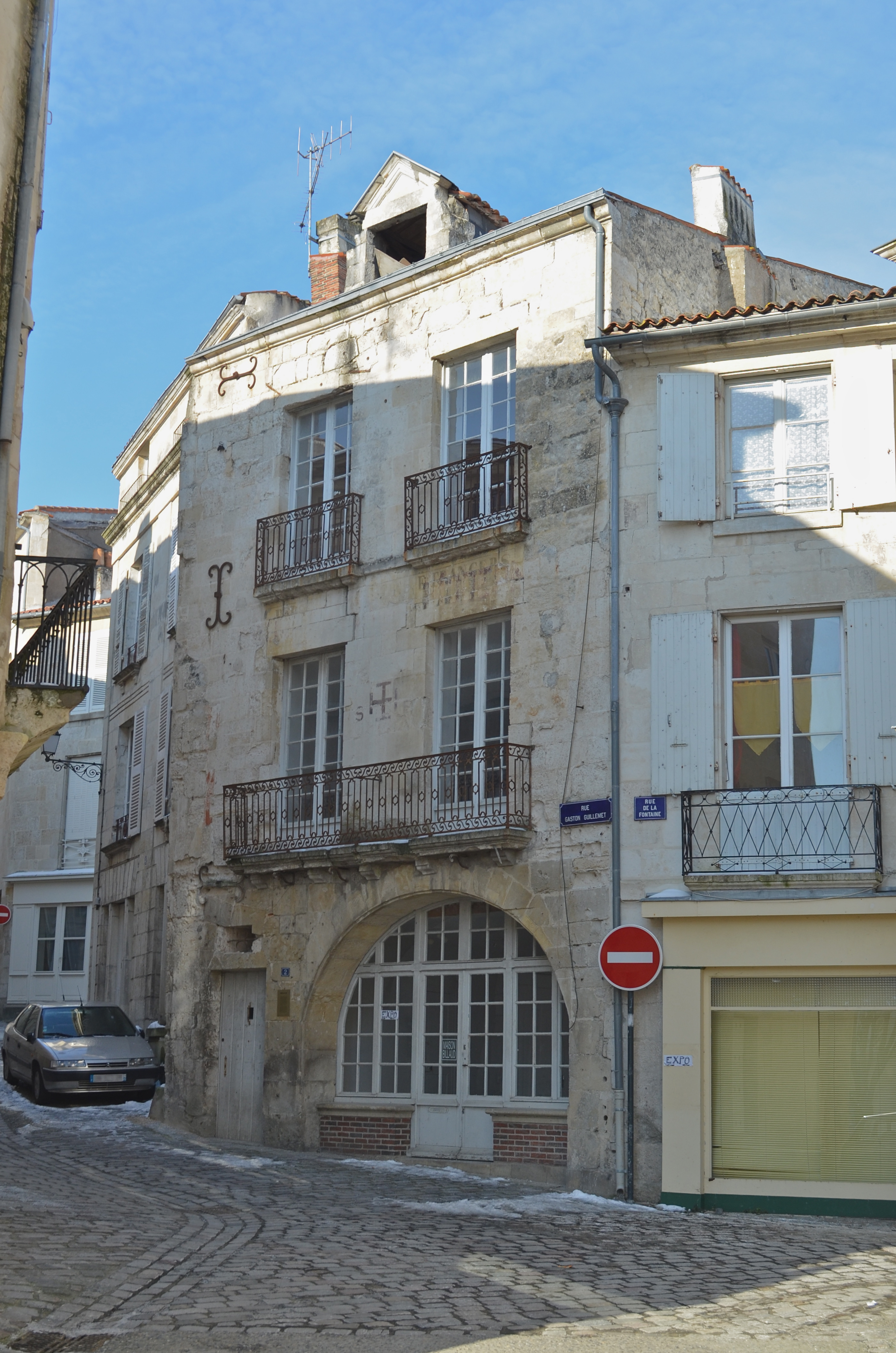
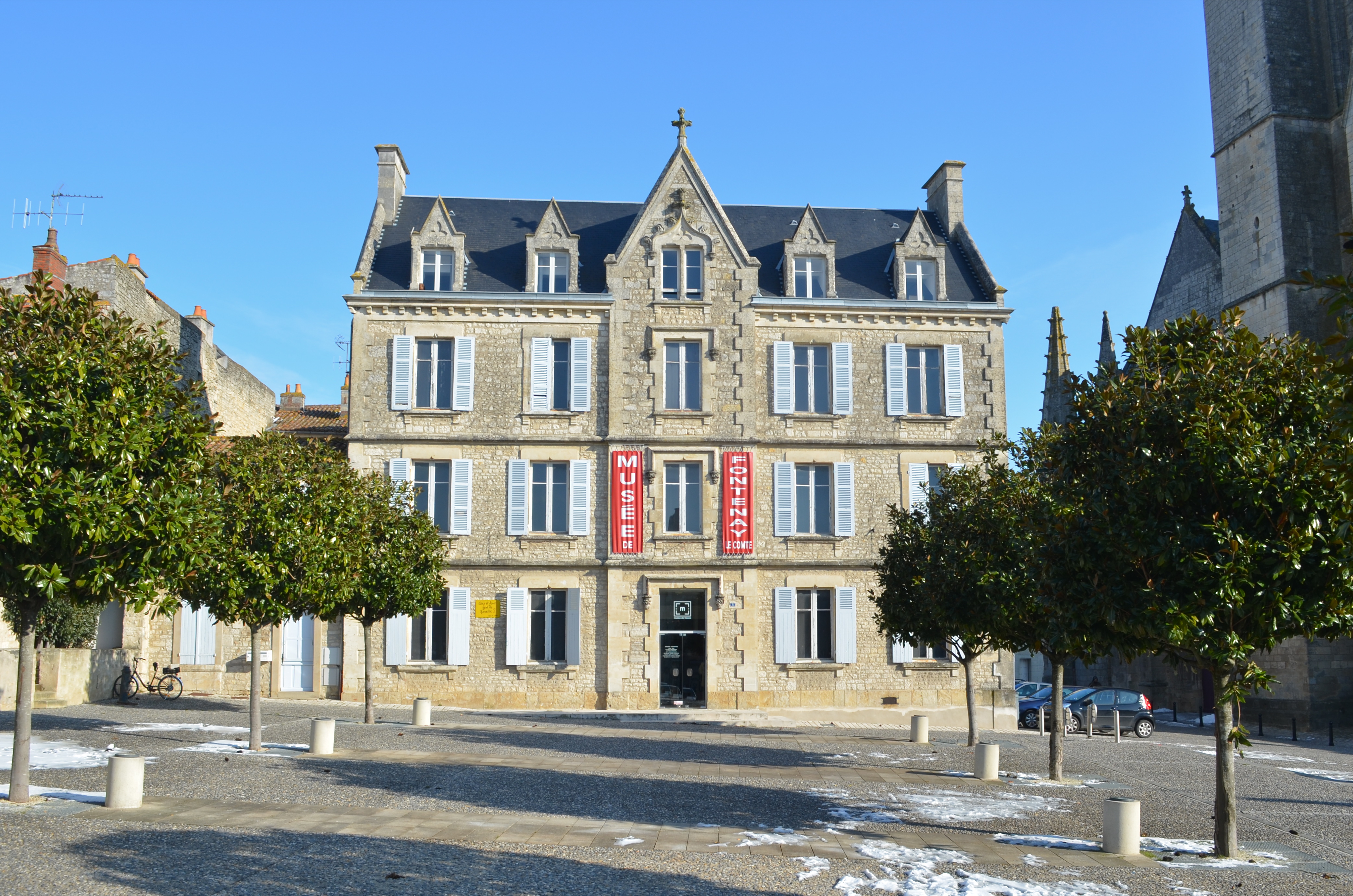
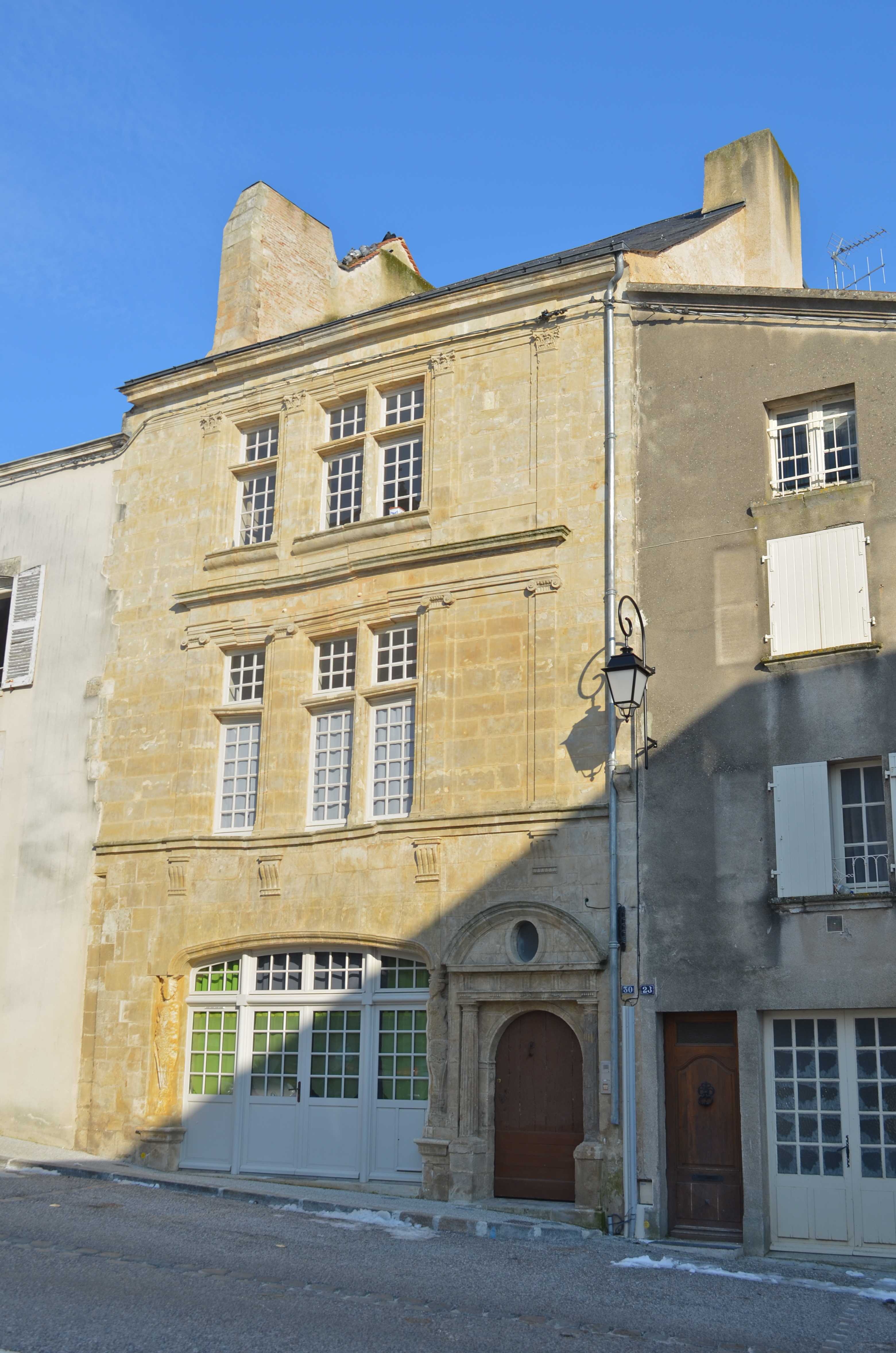
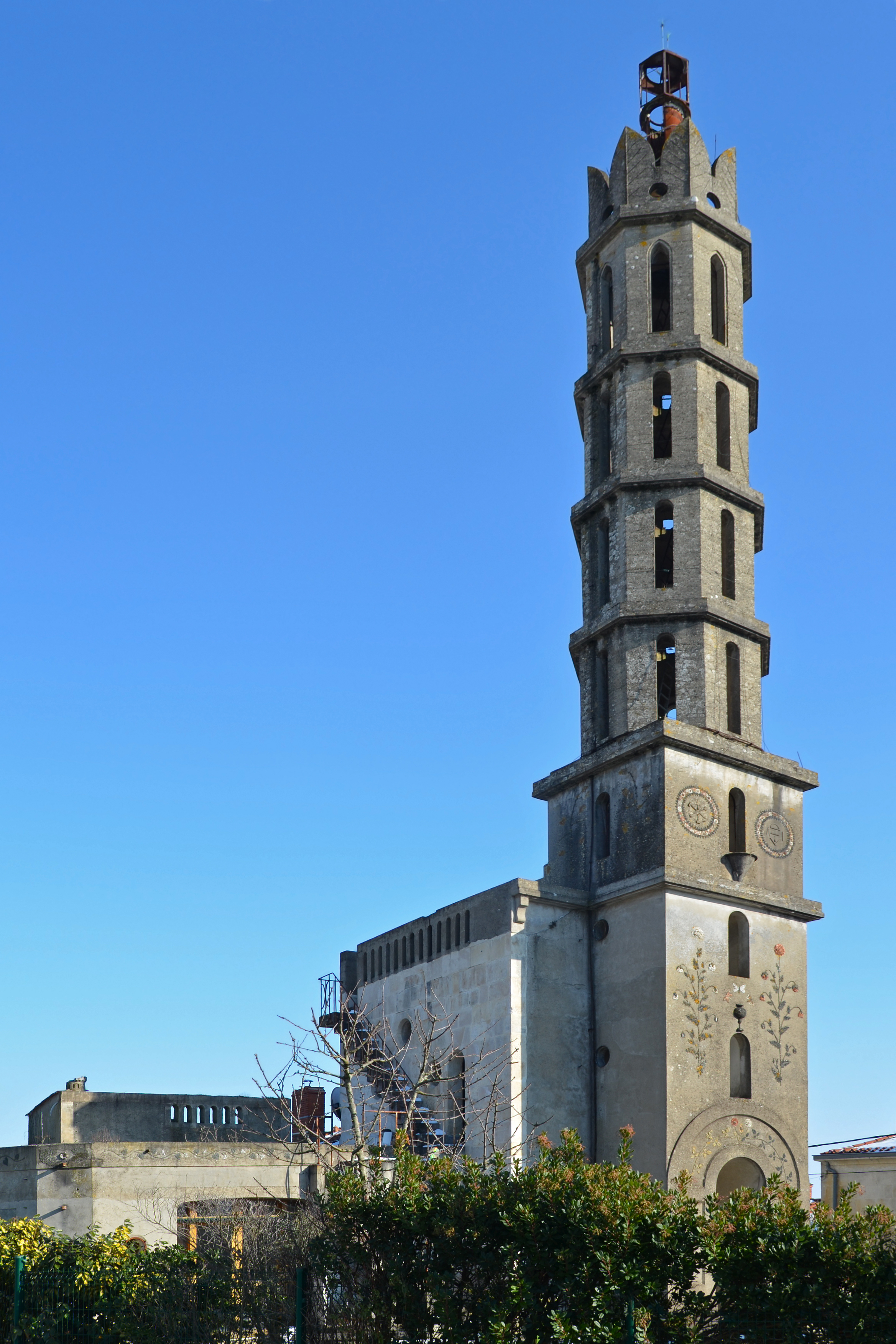